# Dracula, fantasia o realtà
Dracula, fantasia o realtà è un documentario del 1975 diretto da Calvin Floyd e tratto dal libro di Raymond McNally e Radu Florescu.
Si tratta di un documentario sulla vita del principe Vlad III di Valacchia, meglio noto come Vlad l'Impalatore, il personaggio storico che ha ispirato Bram Stoker nella creazione del Conte Dracula.

## Curiosità
- Esiste una versione della durata di soli 50 minuti.
- Nella versione italiana del documentario il nome di Vlad è erroneamente pronunciato "Ulad".
- Nel documentario sono presenti alcune scene tratte dai film Nosferatu il vampiro, Dracula, Vampyr - Il vampiro e Il marchio di Dracula.